# 羅赫費爾德山
31°53′S 19°55′E / 31.883°S 19.917°E

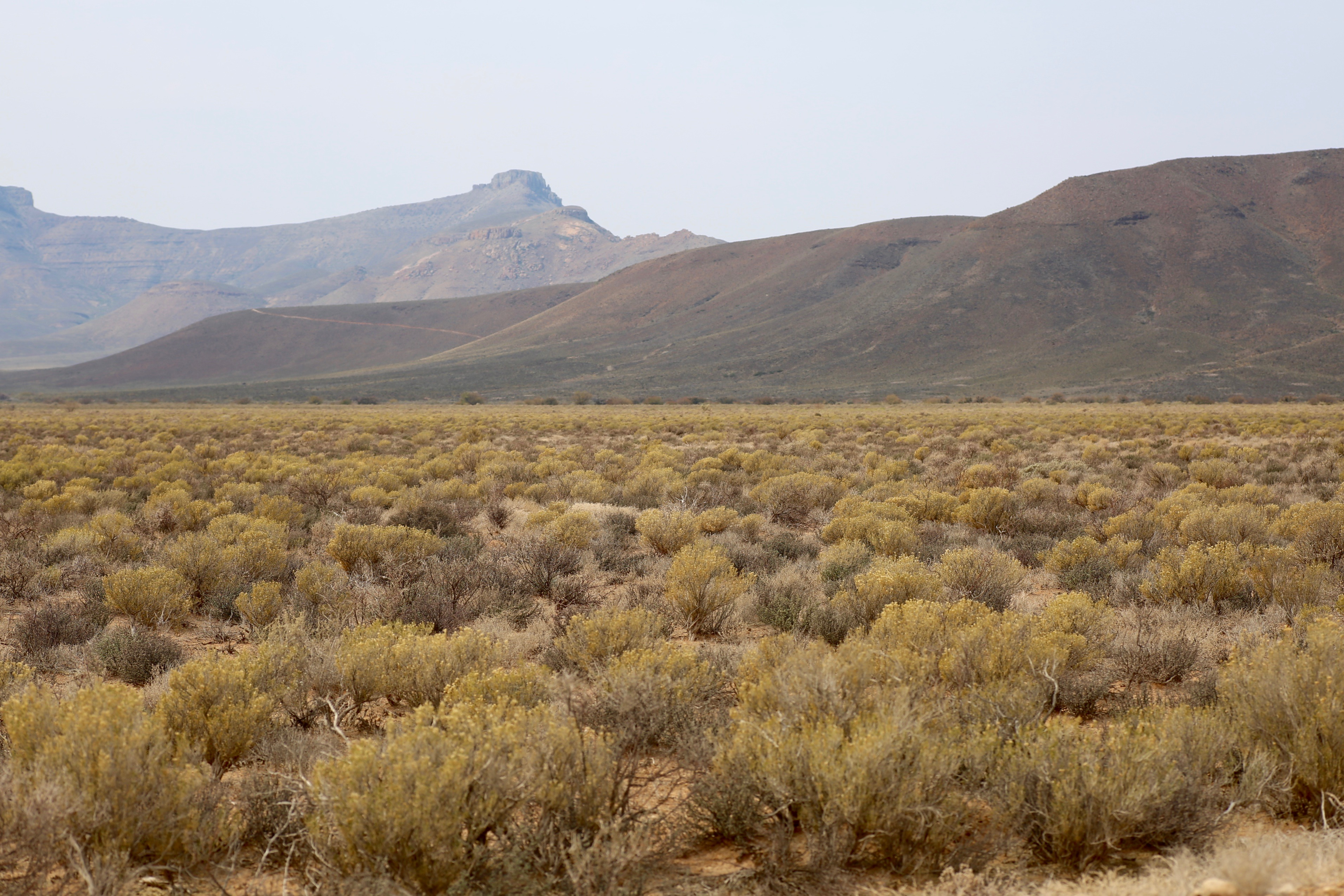

羅赫費爾德山是南非的山脈，位於該國西北部北開普省，處於首都比勒陀利亞西南面1,100公里，最高點海拔高度1,739米，每年平均降雨量超過200毫米。